# اوژن کورمون
اوژن کورمون (فرانسوی: Eugène Cormon‎؛ ‏ ۵ مهٔ ۱۸۱۰ – مارس ۱۹۰۳) نمایشنامه‌نویس و نویسندهٔ لیبرتو اهل فرانسه بود که برندهٔ نشانِ شوالیهٔ لژیون دونور شد.

## گزیدهٔ فیلم‌شناسی
- دو یتیم (فیلم ۱۹۴۹)
- دو یتیم (فیلم ۱۹۴۲)
- دو یتیم (فیلم ۱۹۱۵)